# فيليب وليامز (لاعب كريكت)
فيليب وليامز (بالإنجليزية: Philip Williams)‏ (7 سبتمبر 1824 في المملكة المتحدة - 18 نوفمبر 1899 بباث في المملكة المتحدة) هو لاعب كريكت بريطاني (وحمل سابقاً جنسية المملكة المتحدة لبريطانيا العظمى وأيرلندا). لعب مع نادي مقاطعة نوتنغهامشير للكريكت ‏ ونادي الكريكت في جامعة أكسفورد ‏.

## وصلات خارجية
- فيليب وليامز على موقع إي آس بي آن كريك إنفو (الإنجليزية)